# .tf
A .tf a Francia déli területek internetes legfelső szintű tartomány kódja. A .fr és a .re tartományokkal együtt ezt is az AFNIC kezeli. 2004. október 23. előtt az Adamsnames.